# Arabella-Hochhaus
Das Arabella-Hochhaus wurde von 1966 bis 1969 von dem Unternehmer Josef Schörghuber im damaligen Münchner Stadtteil Bogenhausen, heute Arabellapark, erbaut. Das 150 Meter lange und 19 Meter breite Haus besitzt 23 Stockwerke und hat eine Gesamthöhe von 75 Metern. In der unmittelbaren Nachbarschaft befindet sich auch das 1981 fertiggestellte Hypo-Haus. Benannt wurde das Hochhaus nach Schörghubers Tochter Arabella, die zu Beginn der Bauzeit geboren wurde, inspiriert durch die gleichnamige Oper von Strauss.

## Geschichte
Architekt des Hauses war Toby Schmidbauer. Zu den Olympischen Spielen 1972 wurde ein Großteil der Wohnungen in einen Hotelbetrieb umgebaut. Das heutige Four Points by Sheraton Munich Arabellapark ist mit 446 Zimmern und Suiten eines der größten Hotels in München. Neben dem Hotelbetrieb sind in diesem Gebäude die Arabella Klinik, ca. 500 Mietwohnungen und ca. 100 Büros und Arztpraxen untergebracht. Auf dem Dach befindet sich der höchstgelegene Wellnessbereich der Stadt München.
Im Rahmen des Joint Ventures zwischen der heutigen Arabella Hospitality Group und dem Starwood-Konzern (der damaligen Inhaberin der Marke Sheraton) im Jahre 1998 wurde das Hotel in ArabellaSheraton Bogenhausen umbenannt, von Oktober 2008 bis in die 2020er firmierte es unter dem Namen Sheraton München Arabellapark Hotel, seither nutzt es jedoch die Tochtermarke Four Points by Sheraton. Es wird nun als Gemeinschaftsbetrieb mit dem The Westin Grand Munich (bis Mai 2009  ArabellaSheraton Grand Hotel München) auf der gegenüberliegenden Seite geführt. Beide Häuser bilden zusammen das größte Tagungshotel Süddeutschlands.
Im Haus befanden sich die weltberühmten Musicland Studios. In den 1970er und 1980er Jahren nahmen hier Künstler und Bands wie The Rolling Stones, Led Zeppelin, Queen, Freddie Mercury, Electric Light Orchestra und Deep Purple Alben auf. Der deutsch-amerikanische Komponist Gershon Kingsley wohnte im Arabellahaus in den 1980er bis 1990er Jahren und betrieb dort ebenfalls ein Tonstudio.
Anfang Mai 2018 entschied die Eigentümer-Firma Bayerische Hausbau, dass das Gebäude ab 2026 abgerissen werden solle, da es nach 50 Betriebsjahren das Ende seines Lebenszyklus erreicht habe und die Bausubstanz eine zukunftsfähige Sanierung verhindere. Anschließend solle es an gleicher Stelle neu aufgebaut werden. Generalkonservator Mathias Pfeil hatte einige Tage zuvor die Forderung abgelehnt, das Haus  auf die Denkmalliste zu setzen und damit vor einem Abriss zu bewahren. Es sei ein „ganz normales Scheiben-Hochhaus“, das nicht die Kriterien für ein Denkmal erfülle. Im Februar 2021 wurde von der Bayerischen Hausbau GmbH bekanntgegeben, dass der Abriss erst 2030 erfolgen solle.